# Morató (Uruguay)
Morató es una localidad uruguaya del departamento de Paysandú. Se lo conoce también como Pueblo Morató. Forma parte del municipio de Guichón.
En sus cercanías se encuentra la Estancia Buen Retiro, declarada Monumento Histórico Nacional.

## Geografía
La localidad se encuentra ubicada al sureste del departamento de Paysandú, en el paraje Tres Árboles, sobre la cuchilla de Haedo, próximo a las costas del arroyo del Sauce, afluente del río Queguay Grande y junto al ramal de la vía férrea Salto - Paso de los Toros, próximo a la estación Tres Árboles. 2.5 km la separan de la ruta 25, a través de la cual se conecta con las ciudades de Guichón (55 km), Paso de los Toros (68 km) y de la capital departamental, Paysandú (145 km). Otra ciudad cercana, Tacuarembó, y capital del departamento homónimo, dista a 110 km.

## Historia
En las cercanías, se emplazaba el puesto posta San Martín, de la época colonial, de fines del siglo XVII o principios del siglo XVIII (dependiente de las misiones jesuíticas guaraníes, por el camino de las estancias de Yapeyú). 

A mediados del siglo XIX existía en la zona un puesto de diligencias. Más tarde se estableció un centro poblado junto a la vía férrea de la compañía Midland Uruguay Railway. Con el tiempo se fueron instalando la estación de trenes, Estación Tres Árboles (AFE), la escuela pública n.º 60 “Luis Ignacio García”, la iglesia y el destacamento policial en la zona que hoy se conoce como Pueblo Viejo y que se encontraban en campos de Lola García de Montaner, dueña de la estancia Lolita.
Pueblo Morató comienza a gestarse en la década del '20 del siglo pasado, inscripto en la Dirección de Topografía, en plano identificado por el Agr. Alfredo Hareau, el 4 de diciembre de 1933, con la donación de algunos terrenos y otros, que se vendieron a plazo. Su nombre proviene de la familia propietaria de la estancia al que pertenecían los campos, que fueran donados o vendidos por ellos, con el fin de que se desarrollara allí la población.
En las décadas del '70, al '90 del siglo XX, llegaron a la localidad los servicios públicos, de agua potable (OSE), de electricidad (UTE), del correo uruguayo (ANC), de la telefonía (ANTEL), de salud, con una policlínica y ambulancia de ASSE y se trasladaron la escuela (ANEP), y el destacamento policial (Policía Nacional de Uruguay), desde el Pueblo Viejo a Morató.
En 1993 se construyó un complejo habitacional de MEVIR (Comisión Honoraria Pro Erradicación de la Vivienda Rural Insalubre), denominado Morató-Tres Árboles. Y treinta años después, el 31 de octubre de 2023, MEVIR inaugura el complejo de viviendas Mercedes Silva Álvarez. 
Al norte de la localidad -a 25 km de distancia-, por el camino que atraviesa el puente del río Queguay Grande, llamado "Paso del Sauce del Queguay" (construido sobre una antigua calzada de fines del siglo XIX, que se emplaza sobre una picada misionera), se llega a la Estancia Buen Retiro - Castillo Morató.

### Estancias de Yapeyú,San Juan Bautista

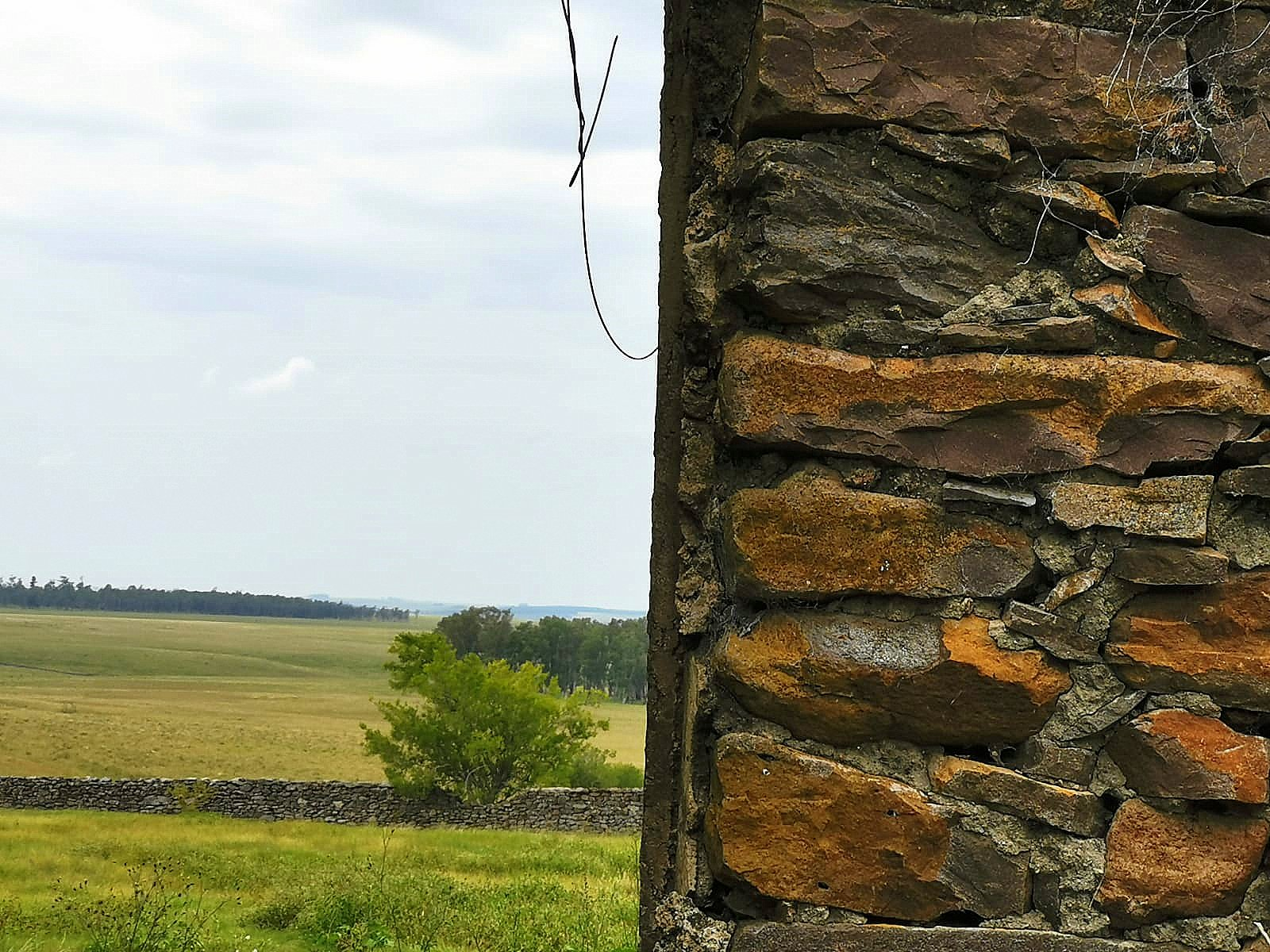
Antiguos vestigios y árboles de la variedad rostrata plantados por Ovidio Morató (1920), en homenaje a los 100 años Acuerdo de Tres Árboles de 1820.

Virreinato del Perú: Provincia jesuítica del Paraguay - Provincia del Río de la Plata - Época misionera (1657-1768). Frontera austral de la Gran estancia de Yapeyú y punto estratégico de entrada del ganado, camino de la vaquería del Mar a los pueblos, guarda historias y leyendas, de la antigua Banda Oriental. En el predio de la actual estancia Buen Retiro, existen restos de herramientas utilizadas por las poblaciones originarias de la América precolombina, con vestigios de los indios misioneros de los siglos siglo XVII y siglo XVIII, antes de la creación del Virreinato del Río de la Plata. Allí, se ubicaba uno de los puestos postas del Queguay (San Juan Bautista), señalado en el croquis del P. Miguel Marimón S.J. de 1752, según se puede consultar al final de un trabajo académico de 2006, de la Revista complutense de historia de América: págs. 39 a 42 y 50). En un documento de época, se la nombra ya como "estancia" desde principios del siglo XVIII: 

"Pueblo de Yapeyú…y en el año 1702, acordó con el Cabildo crear otra Estancia para nuestro Pueblo, y se realizó este proyecto mandando a la Costa del Mar…con otras quarenta mil cabezas, de las quales mando al cura dejar veinte mil cabezas en la Estancia de San Juan… (Colección Julián Laguna. Archivo General de la Nación)".

Su ubicación estratégica, en el cruce del Paso del Sauce del Queguay, alienta a la investigación del choque cultural, entre indígenas sedentarios o "indios misioneros", también conocidos, como "yapeyuanos" o "tapes" -mestizos inter tribales de habla guaraní-, y los llamados "indios infieles" o charrúas, minuanes y otras tribus dispersas, por sus costumbres nómades.
Virreinato del Río de la Plata: Pueblo de Yapeyú - Época de la Independencia - Uruguay Moderno (fines de siglo XVIII a siglo XX). Entre sus ocupantes, de la época colonial, por compensación de sus servicios a la monarquía española, otorgado por el capitán de Blandengues de Montevideo y Juez Comisionado de la Villa de San José, Jorge Pacheco, hizo denuncia de ocupación de tierras realengas -dependiente del Gobierno de las Misiones Guaraníes, con directa jurisdicción de las autoridades del departamento misionero de Yapeyú-, el teniente coronel del Ejército y capitán de voluntarios de Caballería de la Colonia, Pedro Manuel García, quien participó en el Combate de Colonia del Sacramento, durante las Invasiones Inglesas: 

"…nombrada el Queguay realenga…Estancia con ranchos, cercos y demás… (Fuente: Antecedentes del título de propiedad,siglo XVIII-siglo XX. Archivo Barreto & Morató)".

 Al lugar, se lo vincula, en tiempos de Artigas, con acontecimientos de la Revolución Oriental. Antes del movimiento independentista, Juan de San Martín, padre del libertador, José de San Martín, fue nombrado Tte. Gobernador de Yapeyú (1774-1781) y José Gervasio Artigas, lo fue de 1811-1812, en pleno período revolucionario (ver: Éxodo del Pueblo Oriental). Se destaca, entre quienes tuvieron posesión de esa heredad, al primer ciudadano legal de la Provincia Oriental, Francisco Aguilar y Leal. Al crearse, el Estado Oriental del Uruguay, el primer presidente constitucional de la República, Fructuoso Rivera -quien utilizó el sitio para guarda de caballos durante la invasión luso brasileña-, compró el bien al Estado (1835-1850), transferido por Francisco Joanicó, quien a su vez, el vizconde de la Laguna Carlos Federico Lecor se lo había adjudicado en la época de la Provincia Cisplatina (enero, 1825). Otras personalidades de la época, que se mencionan en la antigua escritura del bien del siglo XIX, lo fueron, Miguel Furriol y José de Béjar.

Su potencial riqueza ganadera queda registrada, desde que Hernandarias cruzó el río Queguay cuando hizo su viaje en 1607 de Santa Fe al río Santa Lucía, desde la vaquería como explotación ganadera a un desarrollo sostenible de producción de la ganadería y al nacimiento del Uruguay rural moderno. 

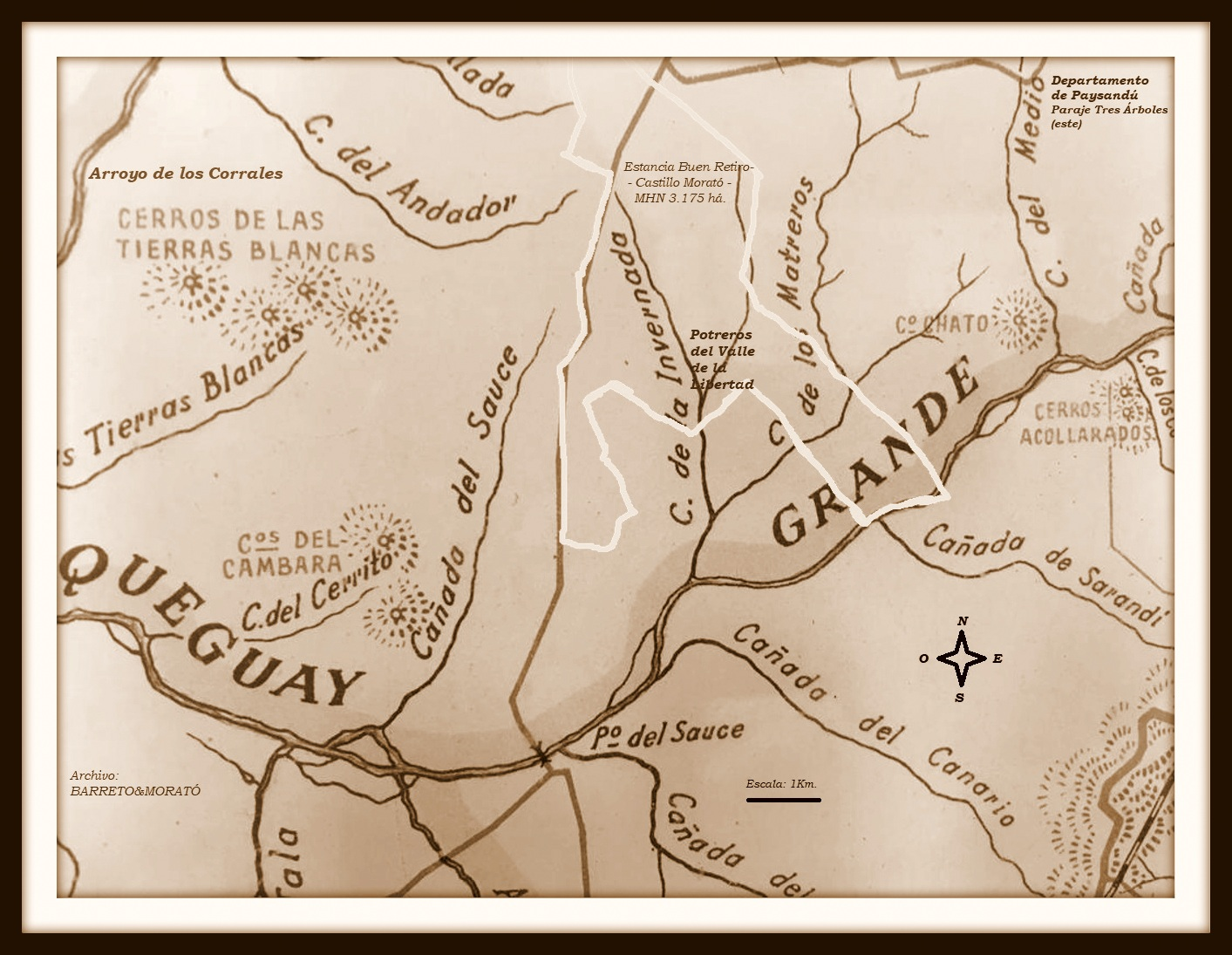
Estancia Buen Retiro - Castillo Morató - Barreto & Morató: Mapa muestra fracción 1. Padrón 610. Se señala los potreros del Valle de la Libertad

 Su ganado mestizado, en la última década del siglo XIX, lo constituyó en un importante proveedor del Frigorífico Anglo (declarado Patrimonio de la Humanidad - UNESCO) y también se lo conoció, por sus fichas de esquila, que se llegaron a usar como moneda de cambio, dentro de su pulpería y comercios cercanos. Así se lo menciona, en uno de los boletines del Instituto Uruguayo de Numismática (El Sitio - Boletín No 19, págs. 27 a 30): 

" …al hacer una reseña sintética sobre la evolución ganadera operada en el país, que existían establecimientos que lo honraban, no solo por el alto grado de mestización de sus haciendas diversas, sino por el lujo y confort imperante en todas sus reparticiones, desde la casa familiar hasta el más mínimo detalle relacionado con la explotación ganadera en sí".

Existen documentos de época, de su aporte a la emergencia alimentaria europea -a lo largo de la Segunda Guerra Mundial y la posguerra-, que como entonces, sus ganados pastan libremente entre las cañadas de la Invernada y de los Matreros (o de los Malevos o Cimarrones), conocidos como los potreros del "Valle de la Libertad".
En su ecosistema, se aprecian aves, flora y fauna nativas, típicas de la región, con costa propia sobre el río Queguay Grande. Su paisaje y vestigios coloniales, sirvieron de inspiración del novelista anglo argentino, Guillermo Enrique Hudson, en su obra, "La tierra purpúrea", quien retrata al 
"gaucho" en su hábitat natural y nombra a la estancia como la Virgen de los Desamparados y la describe como: 

"...un cuadrado edificio de ladrillo de regular tamaño, plantado sobre una altísima eminencia que domina un inmenso trecho de terreno ondulante cubierto de hierba...había en cambio, algunos grandes corrales para el ganado, del cual tenían seis o siete mil cabezas".

De fines de los siglos siglo XIX y principios del siglo XX, se los vinculan por su pasaje por el lugar, a quien fuera presidente de la República, Máximo Tajes y al revolucionario nacionalista, Aparicio Saravia. Dentro de la propiedad, entre otras construcciones, se levanta una magnífica edificación, como residencia de los propietarios -quienes por sus ascendientes y el diseño simbólico de su entorno-, tanto por el jardín que rodea su casa principal (de empedrado portugués inspirado en la cultura árabe nazarí, con los colores de la bandera de Artigas), como con la disposición de árboles -entre las casas y el río- que recrean el "Acuerdo de Tres Árboles", fue obra de Ovidio Morató en su centenario (1920), por ello, también a la estancia se la conoce como, "Castillo Morató".

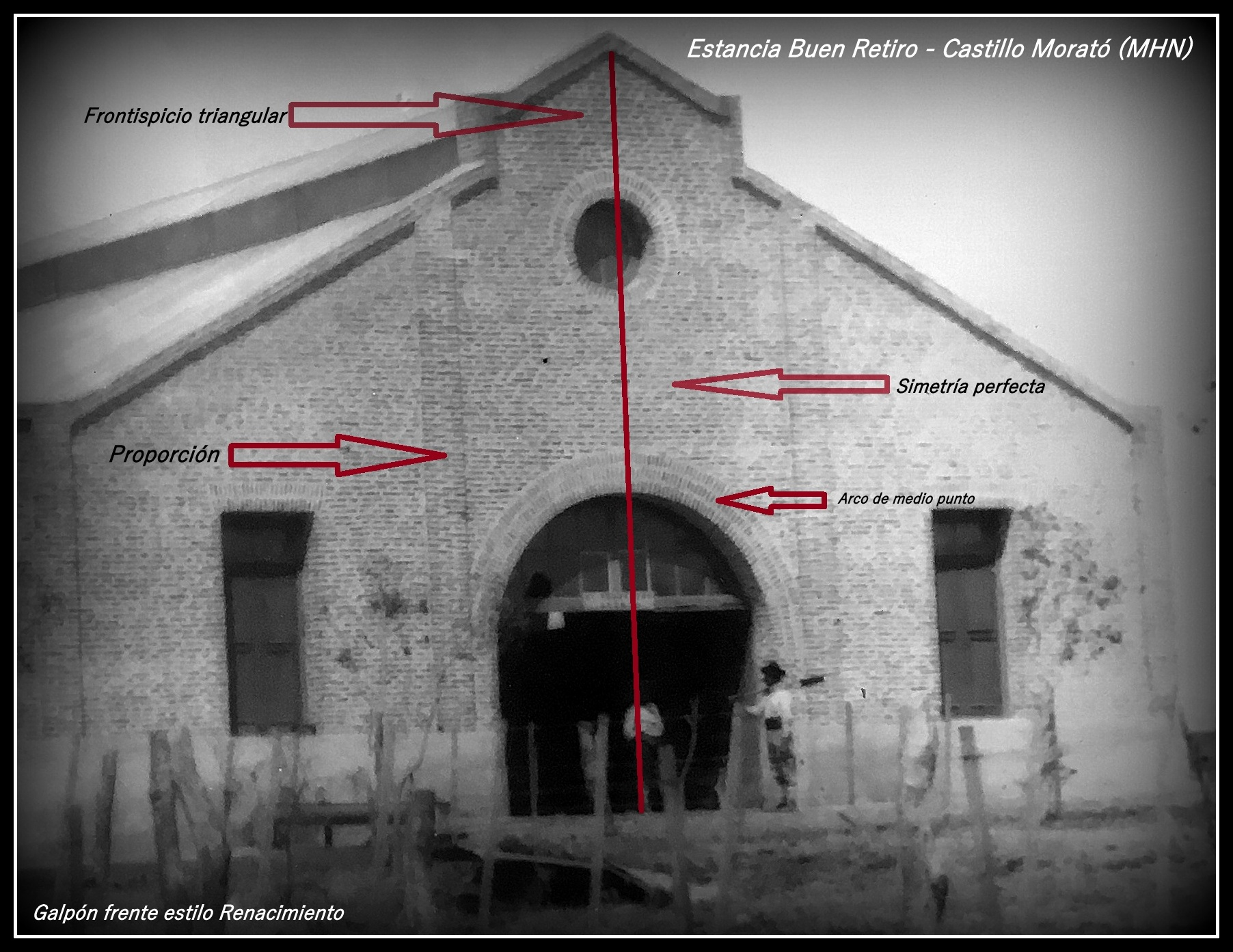
Estancia Buen Retiro - Castillo Morató - Barreto & Morató (MHN). Fachada de la Cabaña estilo Renacimiento

El principal legado cultural de los "tapes" o indios misioneros que habitaron la región, no fueron vestigios de envergadura, como grandes pirámides o edificios magnánimos, por el contrario, utensilios de piedra de diferentes usos, ranchos, alguna capilla rural y cercos de piedra y, en lo social, la costumbre de tomar mate y como gastronomía el asado, pero también, a través de este patrimonio cultural -marca de los antiguos límites de las "misiones" con sus restos y Buenos Aires (1657-1722) -antes de la fundación de Montevideo-, con disputa de Portugal, primero y, el imperio del Brasil, después, ubicado en el interior profundo de la Banda Oriental-, que deja la huella en la construcción de la nacionalidad oriental: el amor a la libertad, a la igualdad y al valor de la palabra; la sabiduría del cuidado del medio ambiente, en la crianza de vacunos a pasto y a la intemperie el año entero, -constituyendo la carne de calidad, el principal producto exportable-; y, los nombres de la geografía circundante, emotivo sentimiento que incluye -más allá de un río-, el nombre del propio país: Uruguay.
-->

" siglo XVII - Mención de Uruguay, como circunscripción territorial: “Por cuanto tengo hecho à la Compañía de Jesús entriega en nombre de Su Majestad Y mía de las Provincias del Uruguay para que atienda a los naturales dellas…Le dei en nombre de S. M. ampla facultad y poder sin limitación y restricción alguna para que hagan y funden…” (Francisco de Céspedes, gobernador y capitán general de las provincias del Río de la Plata o de Buenos Aires - Virreinato del Perú, correspondencia oficial, en alusión a las reducciones: pueblos y estancias misioneras jesuíticas guaraníes. Biblioteca Nacional de Río de Janeiro, sección Manuscritos. 04.07.1626)".

### Estancia Buen Retiro - Castillo Morató

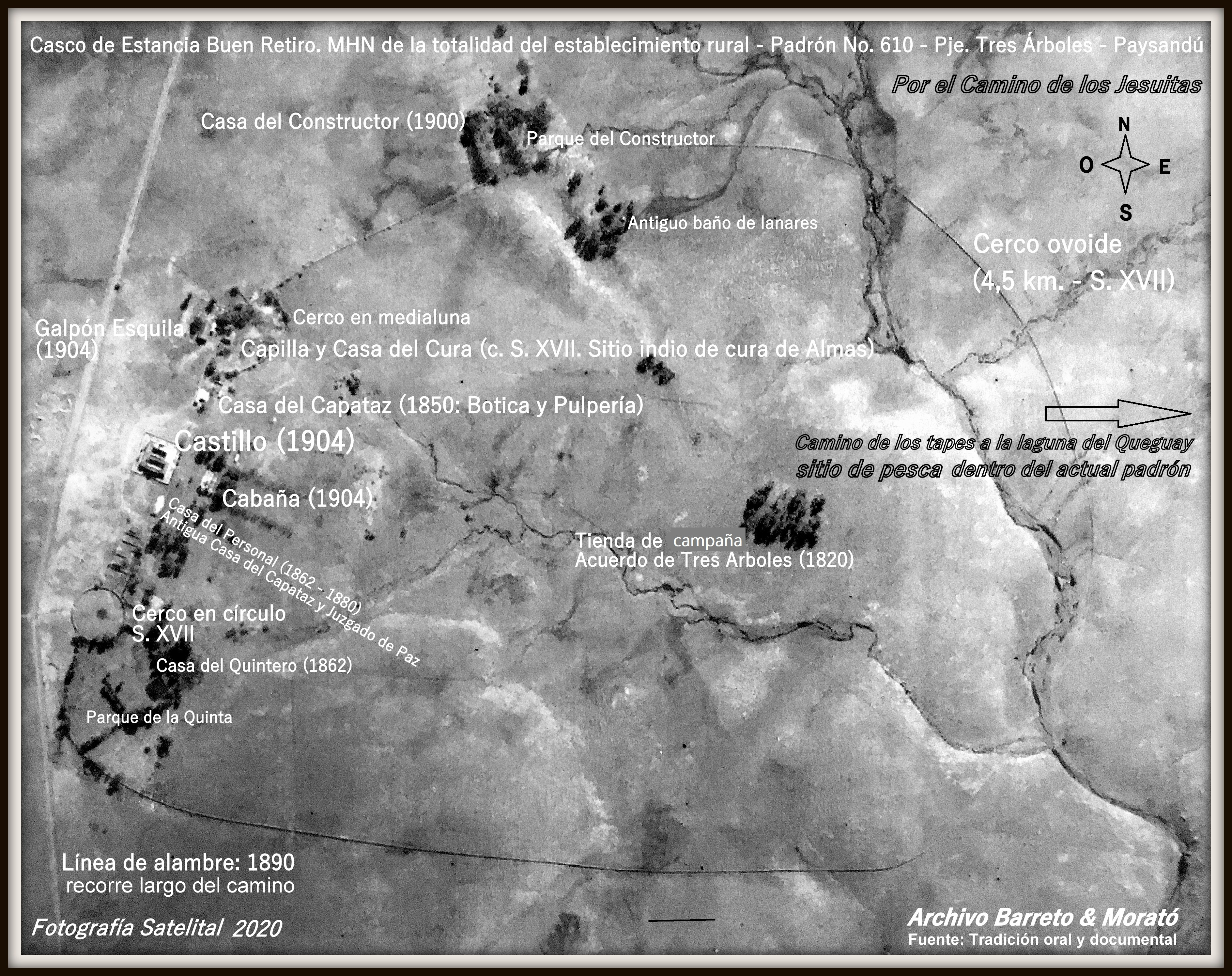
CROQUIS casco Estancia Buen Retiro - Castillo Morató - Barreto & Morató. Paysandú URUGUAY

Es un patrimonio cultural uruguayo, declarado Monumento Histórico Nacional en el 2022 y bien de Interés Patrimonial por la Junta Departamental de Paysandú. Además, obtuvo el sello de Uruguay Natural por el Ministerio de Turismo.
La protección de la totalidad del bien inmueble rural (padrón 610 - 7.ª sección judicial de Paysandú), permite comprender en el contexto histórico - cultural y paisajístico -su puesta en valor espacio - temporal-, como herencia del conocimiento material y espiritual, transmitidas a las actuales y futuras generaciones.
Fundada con el nombre de estancia "Buen Retiro", por el comerciante, Francisco León Barreto, a fines del XIX, se ubica a 25 km al norte de la localidad, en el paraje Tres Árboles:

"Uno de los más espléndidos establecimientos de campo de la República situado en el Queguay…con alambres recién construidos de primera calidad, ñandubay y alambre blanco, hechos a todo costo…las mangueras para trabajos de marcación son de piedra, con bretes también de piedra y ñandubay…(Del libro Tierra de Promisión. Descripción general de la República Oriental del Uruguay. Editado por la Escuela Nacional de Artes y Oficios. 1904)".

"  Pasamos por un lugar cercano al Queguay y vimos el magnífico castillo de Barreto”. Aparicio Saravia. 1904.

Al fallecimiento de su fundador en 1910, continúa en su gran desarrollo como productor de ganado de carne, leche, caballos y de lanares de alta calidad y en gran escala -registrada por la prensa, revistas y libros especializados durante las primeras décadas del siglo XX-, su esposa Francisca y su hija Ascensión, con administración de su yerno, el químico farmacéutico Ovidio Morató, con la firma "Barreto & Morató". Representa a una época de la evolución en las técnicas agropecuarias aplicadas y de modelo de inversión en el mejoramiento genético, la maquinaria utilizada y, la preservación de las líneas de alambre (1890-1916), los plantíos de bosques con diseño (1920), los montes naturales y la mata de pastos nativos. Marca una singular construcción en el medio de un vacío espacial de la campiña del norte uruguayo. La forma de integrar, los antiguos vestigios a sus nuevas instalaciones, muestra un ejemplo de conservación en su tiempo y un innovador planteo de mejora de vida y de desarrollo familiar de sus trabajadores, muy superior a los estándares de su momento. El libro, del tomo uno: "PUR SANG: Cabañas y Estancias del Uruguay" (1918), hace un extenso comentario del establecimiento y de su entorno, vista desde su particular arquitectura -otrora vigilante de tierras y haciendas-, dice: 

"De severo estilo, está ubicado en un lugar dominante del campo, donde se divisan las más bellas perspectivas y los más risueños paisajes".

## Población
Según el censo de 2011 la localidad contaba con una población de 218 habitantes.
| 243           | 201 | 126 | 228 | 252 | 218 |
| (Fuente: INE) |     |     |     |     |     |

## Economía
La zona de Morató es esencialmente ganadera, por lo que existen grandes estancias en sus alrededores. La mayoría de los pobladores trabajan en forma permanente en estos establecimientos.
En el siglo XXI, dos nuevas actividades se desarrollan, la forestación y desde comienzos del año 2021, el turismo, por la riqueza histórica, cultural y paisajística de la región este del Departamento de Paysandú. El rubro turismo, tiene su antecedente, cuando en las últimas décadas del siglo XX, funcionó en el paraje -el hotel de campo, con entretenimiento-, de la estancia La Calera, de Santayana.
Con un local en el pueblo, se lleva a cabo el proyecto de la Oficina de Planteamiento y Presupuesto, el "Camino hacia la ruta de la lana", de venta de productos artesanales, gestionado por artesanas locales, quienes utilizan lana virgen y pigmentos naturales, que exponen y venden al público.
Tendido de red eléctrica
A mediados de 2022 la estatal UTE, ejecuta  la obra «Cierre del Anillo de Transmisión de 500 kv», que unirá Tacuarembó- Chamberlain- Salto. La empresa China CMEC, ganadora de la licitación, planificó 42 meses de labor, en un trayecto de 360 km con un promedio de mano de obra de 400 trabajadores durante los tres años que insumirá su concreción. Se prevé finalizar en 2025. Financia: UTE, República AFISA (propiedad del BROU) y BID Invest. Está previsto, que ese trazado, atraviese la "Estancia Buen Retiro-Castillo Morató-Barreto & Morató"® (Monumento Histórico Nacional), que será afectada  al ser atravesada, por más de veinte torres metálicas con una altura de 48 metros de altura y 20 metros de ancho, que la dividirá a la mitad, entre las casas y el río Queguay Grande (ver págs. 4:L14-52-55 y 56: Informe Lat Tacuarembó Salto 2019). Ubicado en una zona rural, sin predios en los alrededores, de interés en la seguridad nacional o culturales que deban preservarse, no se tuvo en cuenta la unidad del padrón, como puesta en valor de un sitio de alto significado simbólico, como patrimonio cultural, por su estructura misionera y de otros atributos que se consideran dentro de su paisaje cultural anteriores a la fundación del estado uruguayo, como fracción testigo de la Gran estancia del Pueblo de Yapeyú, en su extremo austral, conocida como puesto posta o estancia de San Juan.